# Whitesnake (альбом)
Whitesnake (в Европе выпущен под названием 1987) — седьмой альбом британской и американской рок-группы Whitesnake. Самый коммерчески успешный альбом группы, ставший 8 раз платиновым, добравшийся до 2 места в Billboard 200 и 8 места в английском чарте альбомов.

## История записи
В 1984 году Дэвиду Ковердэйлу позвонил глава фирмы Geffen Дэвид Геффен и предложил артисту переориентироваться на американский рынок. Ковердейлу терять было нечего, группа его уже фактически распалась, и певец перебрался в США, где Геффен предложил Ковердейлу поработать с гитаристом Джоном Сайксом.
Весной 1985 года Ковердейл и Сайкс при помощи басиста Нила Маррея начали работу над альбомом в городке на юге Франции. В результате были написаны две песни: «Still of the Night», которая базировалась на старой демозаписи Ковердейла и Ричи Блэкмора, и «Is This Love», которая была сочинена Ковердейлом ранее для Тины Тёрнер.
Вернувшись в Лос-Анджелес, группа, после прослушивания 60 барабанщиков, нашла, наконец, подходящего — им стал Эйнсли Данбар, после чего группа перебралась в Ванкувер и приступила к записи альбома. Однако вирусная инфекция на полгода выбила из колеи Ковердейла, и когда он вернулся, он обнаружил, что у него снова нет группы и вместе с ней и продюсера Майка Стоуна. Впрочем, почти все партии уже были записаны, на них наложен был вокал и клавишные, а также была записана новая версия хита группы 1982 года «Here I Go Again» с помощью гитариста Адриана Ванденберга.
Вышедший альбом стал самым успешным в истории Whitesnake. Альбом занял 28-ю позицию в рейтинге «100 лучших рок-альбомов всех времён» по версии журнала Classic Rock.
В 2017 году в честь 30-летия выхода альбома было выпущено юбилейное издание на 4-х CD и DVD. На первом CD издана ремастированная версия оригинального альбома, на втором —  Snakeskin Boots, концертные записи турне ‘87/’88, на третьем — ’87 Evolutions, репетиционные и демо-записи, на четвёртом — набор ремикшированных синглов с альбома и переиздание японского mini-LP, на DVD записаны промо-видеоклипы и документальный фильм о создании альбома. 

## Список композиций
Все песни написаны Дэвидом Ковердэйлом и Джоном Сайксом (исключая «Here I Go Again», написанную Ковердэйлом в соавторстве с Берни Марсденом).
| №  | Название                 | Длительность |
| -- | ------------------------ | ------------ |
| 1. | «Crying in the Rain '87» | 5:37         |
| 2. | «Bad Boys»               | 4:09         |
| 3. | «Still of the Night»     | 6:38         |
| 4. | «Here I Go Again '87»    | 4:33         |
| 5. | «Give Me All Your Love»  | 3:30         |
| 6. | «Is This Love»           | 4:43         |
| 7. | «Children of the Night»  | 4:24         |
| 8. | «Straight for the Heart» | 3:40         |
| 9. | «Don't Turn Away»        | 5:11         |

| №   | Название                            | Длительность |
| --- | ----------------------------------- | ------------ |
| 1.  | «Still of the Night»                | 6:38         |
| 2.  | «Bad Boys»                          | 4:09         |
| 3.  | «Give Me All Your Love»             | 3:30         |
| 4.  | «Looking for Love»                  | 6:33         |
| 5.  | «Crying in the Rain»                | 5:37         |
| 6.  | «Is This Love»                      | 4:43         |
| 7.  | «Straight for the Heart»            | 3:40         |
| 8.  | «Don't Turn Away»                   | 5:11         |
| 9.  | «Children of the Night»             | 4:24         |
| 10. | «Here I Go Again»                   | 4:33         |
| 11. | «You're Gonna Break My Heart Again» | 4:11         |

| №   | Название                                                                                | Длительность |
| --- | --------------------------------------------------------------------------------------- | ------------ |
| 1.  | «Still of the Night»                                                                    | 6:38         |
| 2.  | «Give Me All Your Love»                                                                 | 3:30         |
| 3.  | «Bad Boys»                                                                              | 4:09         |
| 4.  | «Is This Love»                                                                          | 4:43         |
| 5.  | «Here I Go Again»                                                                       | 4:33         |
| 6.  | «Straight for the Heart»                                                                | 3:40         |
| 7.  | «Looking for Love»                                                                      | 6:33         |
| 8.  | «Children of the Night»                                                                 | 4:24         |
| 9.  | «You're Gonna Break My Heart Again»                                                     | 4:11         |
| 10. | «Crying in the Rain»                                                                    | 5:37         |
| 11. | «Don't Turn Away»                                                                       | 5:11         |
| 12. | «Give Me All Your Love» (запись с концертного альбома Live: In the Shadow of the Blues) | 4:27         |
| 13. | «Is This Love» (запись с концертного альбома Live: In the Shadow of the Blues)          | 4:58         |
| 14. | «Here I Go Again» (запись с концертного альбома Live: In the Shadow of the Blues)       | 5:53         |
| 15. | «Still of the Night» (запись с концертного альбома Live: In the Shadow of the Blues)    | 8:38         |

| №  | Название                                                                       | Автор(ы)         | Длительность |
| -- | ------------------------------------------------------------------------------ | ---------------- | ------------ |
| 1. | «Still of the Night» (видеоклип)                                               | Ковердэйл, Сайкс | 6:24         |
| 2. | «Here I Go Again» (видеоклип)                                                  | Ковердэйл, Сайкс | 4:34         |
| 3. | «Is This Love» (видеоклип)                                                     | Ковердэйл, Сайкс | 4:35         |
| 4. | «Give Me All Your Love» (видеоклип)                                            | Ковердэйл, Сайкс | 4:00         |
| 5. | «Give Me All Your Love» (концертное видео с Live... In The Still Of The Night) | Ковердэйл, Сайкс | 4:43         |
| 6. | «Is This Love» (концертное видео с Live... In The Still Of The Night)          | Ковердэйл, Сайкс | 4:15         |
| 7. | «Here I Go Again» (концертное видео с Live... In The Still Of The Night)       | Ковердэйл, Сайкс | 5:19         |
| 8. | «Still of the Night» (концертное видео с Live... In The Still Of The Night)    | Ковердэйл, Сайкс | 6:44         |

## Чарты
Синглы
| Год  | Сингл                           | Billboard Hot 100 | Mainstream Rock Tracks | UK Singles Chart |
| ---- | ------------------------------- | ----------------- | ---------------------- | ---------------- |
| 1987 | «Here I Go Again» (радиоверсия) | 1                 | 4                      | 9                |
| 1987 | «Is This Love»                  | 2                 | 13                     | 9                |
| 1987 | «Still of the Night»            | 79                | 18                     | 16               |
| 1988 | «Give Me All Your Love '88»     | 48                | 22                     | 18               |

В американских хит-парадах альбом продержался 18 месяцев.

## Участники записи

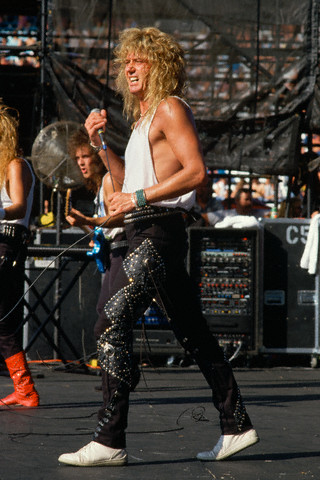
Концерт в 1987 году

### Состав группы
- Дэвид Ковердейл — вокал
- Джон Сайкс — гитара
- Нил Мюррей — бас-гитара
- Эйнсли Данбар — ударные, перкуссия

### Приглашённые музыканты
- Билл Комо — клавишные
- Дон Эйри — клавишные
- Адриан Ванденберг — гитара на Here I Go Again
- Дэнни Кармасси — ударные на Here I Go Again '87 (Radio Mix)
- Данн Хафф — гитара на Here I Go Again '87 (Radio Mix)
- Вивиан Кэмпбелл — гитара на Give Me All Your Love ('88 Mix)